# Frančiškanski samostan v Konjicu
Samostan Konjic je frančiškanski samostan v Mostarsko-duvanjski škofiji v Konjicu v Bosni in Hercegovini. Na seji v Sarajevu od 16. do 22. maja 2006 je bil razglašen za narodni spomenik Bosne in Hercegovine. Odločitev je sprejela Komisija v sestavi: Zeynep Ahunbay, Amra Hadžimuhamedović (predsednica), Dubravko Lovrenović, Ljiljana Ševo in Tina Wik. Narodni spomenik sestavljajo: samostanska cerkev sv. Janeza Krstnika, samostanska stavba, trije pomožni objekti (verski prostori) in premična dediščina, ki jo sestavljajo: zbirka slik (25), zbirka skulptur (3), zbirka predmetov iz kovine (4), zbirka stare knjige (3), zbirka tekstilnih izdelkov (2).

## Zgodovina
Cerkve sv. Janeza Krstnika je bila zgrajena po fazah v obdobju 1895-1919, po projektu arhitekta Josipa Vancaša. Med dolgoletno gradnjo je prišlo do delnega odstopanja od projekta.
Stavba današnjega samostana je bila zgrajena v letih 1939-40. letih, a tudi naslednjih deset let v njej niso živeli bratje. Leta 1970 je bil razglašen za samostan.
Samostan in cerkev dopolnjujejo in povezujejo v eno arhitekturno enoto veroučne sobe: tri velike okrašene dvorane, zgrajene leta 1969.
Med drugo svetovno vojno je cerkev močno trpela, a so jo nato večkrat prezidali. Med vojno 1992-9 sta cerkev in samostansko poslopje utrpela precejšnjo škodo. Po letu 1995 sta bili ponovno obnovljeni.

## Opis
Po svojih slogovnih determinantah sodi v historicizem in ima značilnosti neoromanike. Tlorisno predstavlja ta stavba enoladijsko obokano baziliko v izmeri 40,00 x 10,00 m, s polkrožno oltarno apsido. V dispozicijskem smislu ima: narteks, ladjo, prezbiterij s polkrožno osnovo in pevsko galerijo nad narteksom. Galerija je na sprednji strani obdana s polno parapetno ograjo.
Stranske fasade cerkve so neokrašene, ometane in belo pobarvane. Plastičnost teh fasad je dosežena s poudarkom na vertikalni in horizontalni delitvi. Bogatejša je le glavna vhodna fasada cerkve s kamnitim pročeljem, poudarjenimi vogalnimi kamnitimi elementi in okenskimi okvirji. Celoten prostor vhodne fasade navpično lahko razdelimo na štiri nivoje. Vse ravni so razdeljene s poudarjenimi venci.
Samostan je preprosta enonadstropna stavba, pokrita s streho, s strešniki kot kritino. Ometane in modro poslikane fasade so izdelane brez dekoracij. Edina dinamika fasadnih površin so v dveh vrstah razporejena pravokotna okna s poudarjenimi okenskimi okvirji, izpostavljeni iz ravnine fasade. Dosežena je vertikalna razčlenitev fasade: s strešnim vencem, plitvim kordonskim vencem, ki poudari etažno višino med etažami, in kamnitim podnožjem, ki sega po celotnem objektu.